# ガラパゴスコバネウ
ガラパゴスコバネウ（学名：Phalacrocorax harrisi）は、鳥綱カツオドリ目ウ科ウ属に分類される鳥類。

## 分布
エクアドルガラパゴス諸島（イサベラ島北部および西部・北東部の一部、フェルナンディナ島）

## 形態
全長90 - 99センチメートル。メスよりもオスの方が大型になる。全身は黒褐色。風切羽は短い。オスの方が大きな嘴を持つという程度である。
虹彩は緑青色。嘴や足は黒い。喉に白い斑紋がある。胸骨の竜骨突起は発達しない。

## 分類
この種のみを含む一属一種のNannopterum 属に含められたり、他の数種と共にLeucocarbo 属やCompsohalieus 属に含められる場合もある。

## 生態
岩礁の上で翼を広げて日光浴していることが多い。飛翔することはできない。
ウナギ類などの魚類、頭足類などを食べる。後肢を動かして潜水し、海底にいる獲物を捕える。
繁殖様式は卵生。小規模な集団繁殖地（コロニー）を形成する。2 - 4個の卵を産む。ヒナの羽毛が生えそろうのは約2か月後である。多くの巣では羽毛が生えそろうまで生き残るヒナは1羽のみである。性的成熟には2年ほどかかる。
定住性が強く、生まれ育った場所から半径1km以内で生涯を終えるものが多い。生息地である2島、イサベラ島とフェルナンディナ島の間の往来もほとんど観察されない。

## 人間との関係
繁殖個体数が800羽以下だが、ほぼ安定している。分布は限定的で、状況によっては評価が変更される可能性があるともみなされている。人為的撹乱や油による海洋汚染、違法な漁業活動、ネコなどからの感染症や寄生虫の伝搬などによる影響が懸念されている。自然的な要因としてはエルニーニョ現象や巣の浸水、火山活動などによる影響も懸念されている。例として1983年のエルニーニョ現象による影響で生息数が約400羽まで減少した。生息地は国立公園や保護区に含まれ、ガラパゴス諸島は世界遺産に登録されている。2007年に確認された個体数は1,602羽で、生息数は1,937羽と推定されている。2010年における生息数は2,080羽と推定されている。
本来地上性の捕食者がいなかった環境で飛翔能力を捨てた種であり、地上での移動能力も高いとは言えないため、後に人為的に持ち込まれた移入種による影響は大きい。
2006年現在、ガラパゴス諸島全体はユネスコの定める世界遺産に登録されており、1964年に野生生物の保護・調査を目的に設立されたチャールズ・ダーウィン研究所の管理の下、本種も厳重な保護を受けている。

## 画像

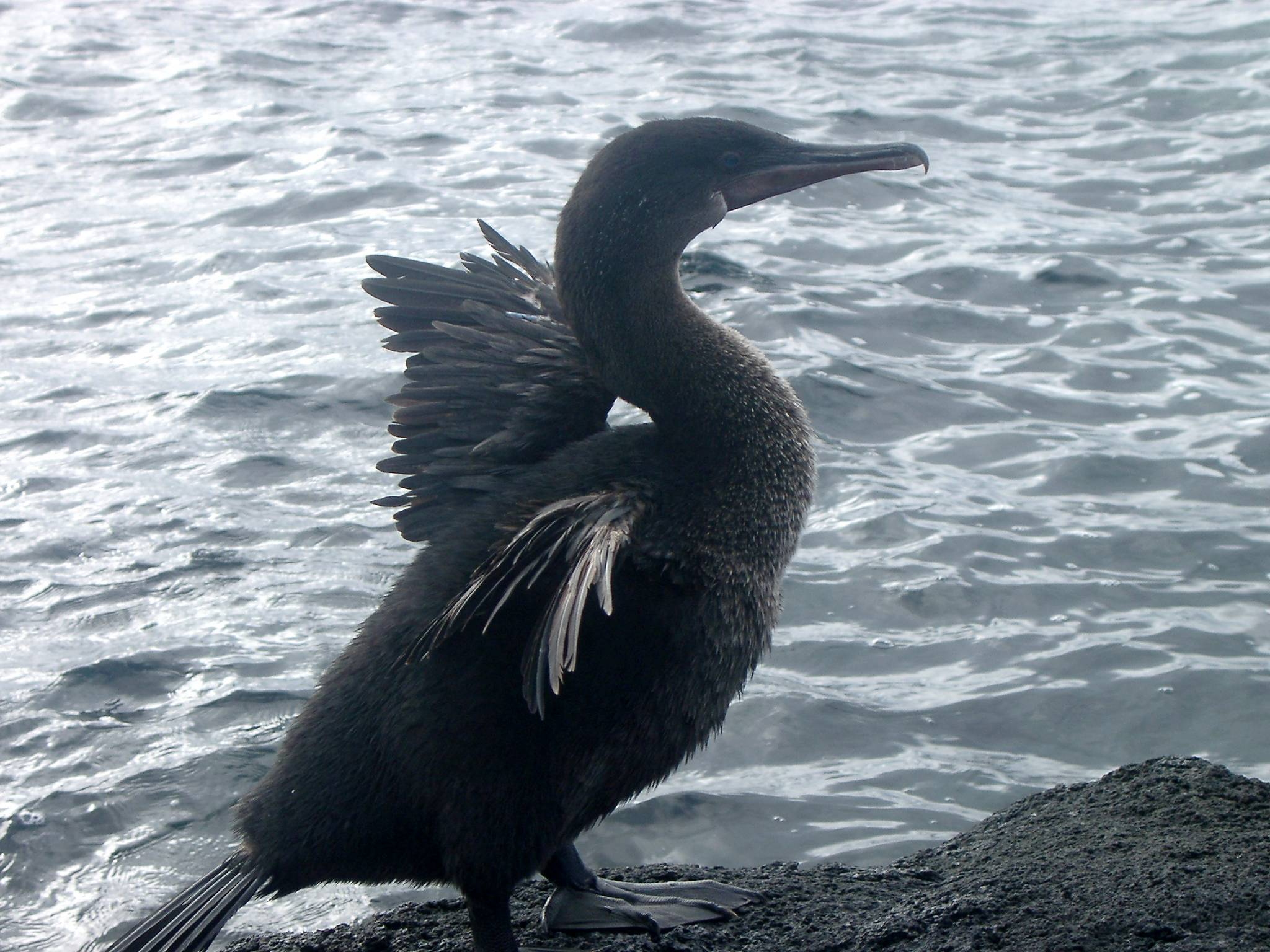
翼を広げた本種
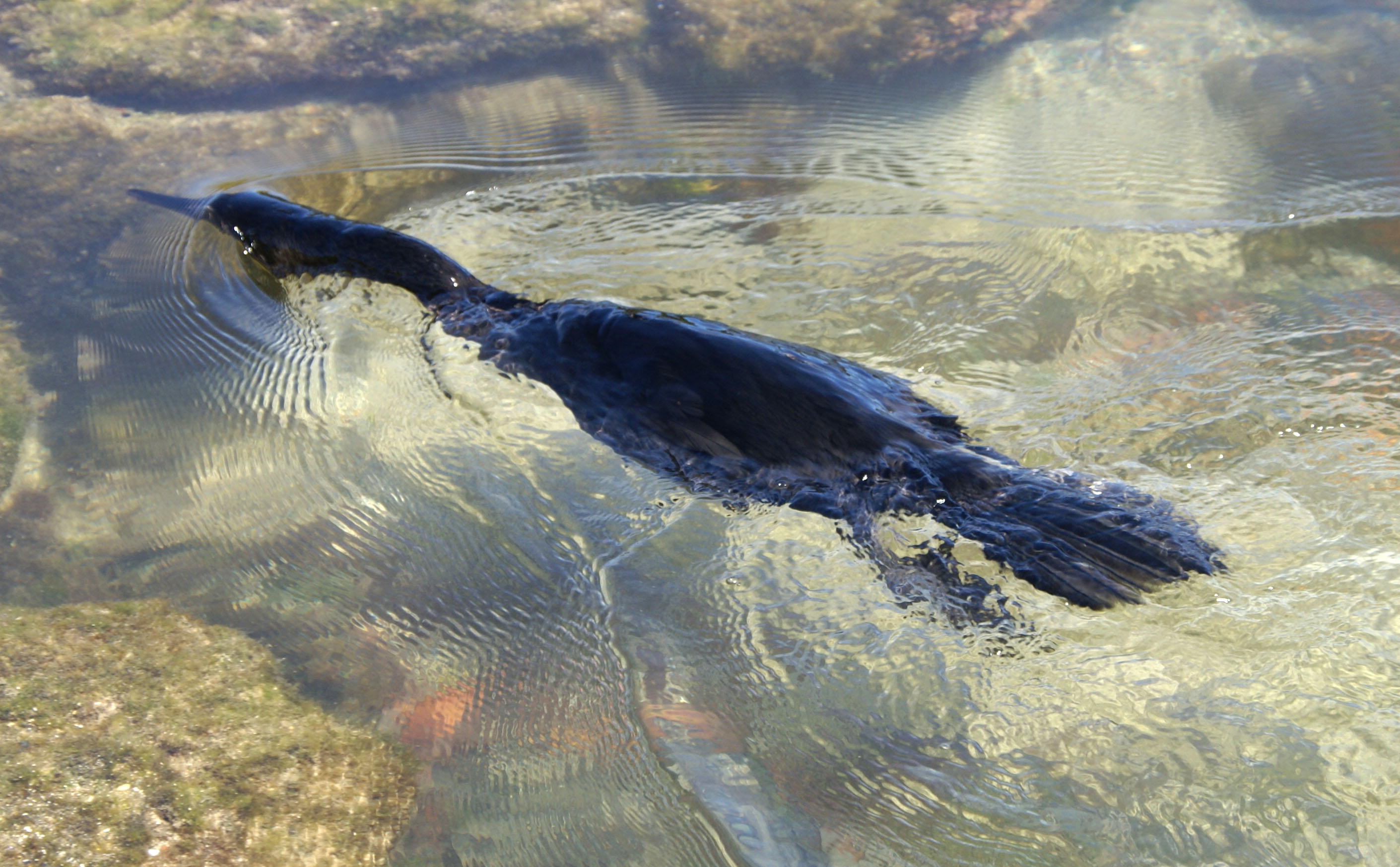
潜水中の本種
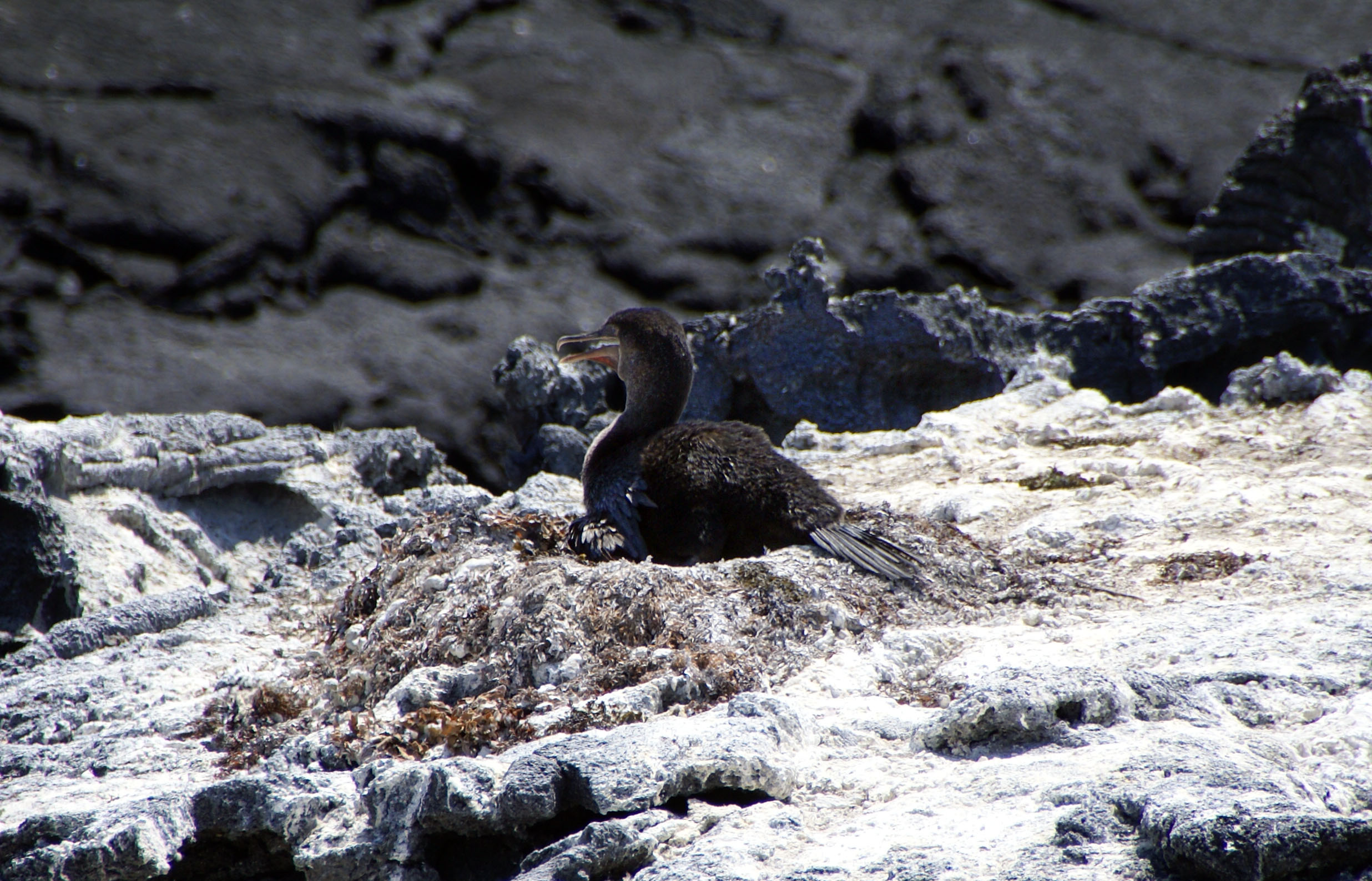
巣